# Ice Peak
Ice Peak är en bergstopp i Kanada.   Den ligger i provinsen British Columbia, i den centrala delen av landet, 3 900 km väster om huvudstaden Ottawa. Toppen på Ice Peak är 2 526 meter över havet, eller 66 meter över den omgivande terrängen. Bredden vid basen är 1,4 km. Ice Peak ingår i Spectrum Range.
Terrängen runt Ice Peak är kuperad åt sydväst, men åt nordost är den bergig. Ice Peak ligger uppe på en höjd som går i nord-sydlig riktning.Trakten runt Ice Peak är nära nog obefolkad, med mindre än två invånare per kvadratkilometer.. Det finns inga samhällen i närheten.
Trakten runt Ice Peak består i huvudsak av gräsmarker.